# Homestake Mining Company
La Homestake Mining Company fue una de las más grandes operaciones mineras de oro en los Estados Unidos, desde el siglo XIX hasta principios del XXI. En 2002 se fusionó con la empresa canadiense Barrick Gold Corporation.
La primera y más famosa mina de Homestake, fue la Homestake Mine en el estado de Dakota del Sur.
George Hearst, Lloyd Tevis, y James Ben Ali Haggin, compraron por 70 mil dólares la propiedad de la Mina Homestake a sus descubridores, y fundaron la Homestake Mining Company para explotarla. Empezaron a vender acciones en 1879; llegarían a ser las acciones cotizadas durante el mayor tiempo en la historia de la New York Stock Exchange.
- Datos: Q1343663